# 傑佛遜鎮區 (北卡羅萊納州阿什縣)
傑佛遜鎮區（英語：Jefferson Township）是位於美國北卡羅萊納州阿什縣的一個鎮區。

## 地方資料
傑佛遜鎮區的面積為76.66平方千米，當中陸地面積為76.65平方千米，而水域面積為0.01平方千米。根據2020年美國人口普查的數據，當地共有人口4736人，而人口密度為每平方千米61.78人。